# Mops
Mops je pasma s posebnimi fizičnimi značilnostmi. Je pritlikav, razmeroma krepak pes, s čokatim, kvadratastim telesom, ki ga pokriva kratka, mehka in sijoča dlaka. Ima veliko okroglo glavo, kratek, štirioglat, potlačen in naguban gobec s črnim smrčkom, velike temne oči ter majhne črne in na otip žametaste uhlje. Visoko nasajen rep je lahko tudi dvakrat zavit in ga mops nosi čez hrbet. Mopsi v povprečju tehtajo med 6 kg in 8 kg, visoki pa so med 25 cm in 30 cm. 

## Splošne značilnosti
- Dežela izvora: Ljudska republika Kitajska,
- Čas izvora: stari vek,
- Prvobitna uporaba: družabnik,
- Današnja uporaba: družabnik,
- Življenjska doba: 13 - 15 let,
- Druga imena: pug, carlin,
- Teža: 6 - 8 kilogramov,
- Plečna višina: 25 - 28 centimetrov.

Mopsi so neobičajni le dotlej, dokler se nanje ne navadimo. Potem postanejo nepogrešljivi. Ta živahna in samopašna pasma je izredno predrzna in kljubovalna. Čeprav je svojeglav, je le redko tudi napadalen. Ljubezniv je do družine ter zabaven in hvaležen družabnik.

### Dlaka
Kratkodlaki kožuh je lahko črne, srebrne, marelične ali krem barve. Izpadanje dlake je močno skozi vse leto, kratka, trda dlaka pa se rada prime tako na oblačila kot na pohištvo.

### Nega in zdravstvene težave
Pasma je nagnjena k prekomerni telesni teži, kar lahko preprečimo z ustrezno dietno prehrano in rednim gibanjem. Za dnevno nego pasma ni posebno zahtevna, v času menjave dlake pa se priporoča redno krtačenje. 
Mopsi so dovzetni za poškodbe oči, kot npr. odrgnine roženice ali entropij. Prav tako imajo stisnjene dihalne poti, zato imajo mnogi težave z dihanjem ali pa niso zmožni regulirati telesne temperature s sopihanjem. Mopsova normalna telesna temperatura se giblje med 38 °C in 39 °C. Če se temperatura dvigne do 41 °C, se potreba po kisiku močno poveča, potrebna pa je takojšnja ohladitev. Če doseže 42 °C, lahko začnejo odpovedovati organi.
Mopsi imajo podaljšano nebo. Kadar so vznemirjeni, lahko začnejo hitro sopihati in smrčati, kar imenujemo »vzvratno kihanje«, pri čemer pa običajno ne gre za nič nevarnega.
Na obrazu imajo gube, ki jih je potrebno redno čistiti, da preprečimo draženje in vnetje. 
Skoraj 64 % mopsov ima neobičajno obliko kolčnega sklepa na zadnjih nogah, kar imenujemo displazija kolkov. 
Zaradi omenjenih genetskih zdravstvenih težav je izjemno pomembno, da mopsa kupimo pri preverjenih vzrediteljih, ki lahko zagotovijo zdravje mladičkovih prednikov.

### Značaj
Mops je zelo inteligenten, družaben, ljubeč in velja za zvestega družabnika in ne za čuvaja. Pasma je pogosto opisana z latinsko frazo »multum in parvo«, ki pomeni »veliko v malem« oz. »veliko psa v majhnem telesu«, kar se nanaša na mopsovo izjemno in očarljivo osebnost, kljub temu da je majhen. So intuitivni in občutljivi glede razpoloženja njihovega lastnika in mu želijo ustreči. Mopsi so igrivi in uživajo v človekovi družbi. Želijo si lastnikove pozornosti in ljubezni, zato mu radi sledijo naokrog.

### Družabnost
Mopsi se dobro razumejo z drugimi pasmami in ostalimi hišnimi ljubljenčki. So trmasti, a le redko agresivni, zato so primerni za družine z otroki. Radi imajo otroke in so dovolj vzdržljivi za igro z njimi. Ker so precej nezahtevni, kar se tiče potreb po aktivnosti, pa so lahko odlični družabniki tudi starejšim ljudem in manj aktivnim posameznikom. Primerni so tudi za neizkušene pasje lastnike. 
Zase zahtevajo veliko pozornosti in so lahko ljubosumni, ko je pozornost njihovega gospodarja namenjena komu drugemu in ne njim.

### Primeren bivalni prostor
Mops potrebuje redne sprehode, vendar malo prostora, zato je primeren za bivanje v stanovanju. Zelo slabo prenaša visoke temperature, ne mara pa tudi hudega mraza. Najraje spi v človekovi bližini.

### Gibanje
Pri nižjih temperaturah mopsi uživajo v preganjanju in igranju na prostem, v vročem vremenu, pa psa ni priporočljivo predolgo pustiti na prostem. Zato mu priskrbimo hladen in senčen prostor, kamor se lahko umakne.

## Zgodovina pasme
Mops velja za eno najstarejših pasem na svetu, ki izvira iz Kitajske in se je pojavila že pred 6. stoletjem pr. n. št. Takrat so bili spremljevalci kraljevih družin na Kitajskem. Te so jih visoko cenile, zato so mopsi živeli v razkošju, varovali pa so jih celo vojaki. Kasneje se je pasma razširila po celi Aziji. V Tibetu so bili mopsi hišni ljubljenčki budističnih menihov. Indijski trgovci so jih v 16. stoletju prinesli v Evropo, in sicer najprej na Nizozemsko, kjer naj bi postal uradni pes rodbine Orange-Nassau, saj je mops rešil življenje princu. Sprva so bili priljubljeni med plemiči in aristokrati. V naslednjih stoletjih so se razširili tudi v Francijo, Veliko Britanijo, Španijo in Italijo.